# مقاطعة بوون (كنتاكي)
مقاطعة بوون (بالإنجليزية: Boone County)‏ هي إحدى المقاطعات في ولاية كنتاكي في الولايات المتحدة الأمريكية.